# Siobhan Davies
Dame Siobhan Davies (Londra, 18 settembre 1958) è un'ex ballerina, coreografa e direttrice artistica britannica.

## Biografia
La prima parte della sua carriera è stata legata alla London Contemporary Dance Theatre, di cui è stata ballerina e coreografa negli anni settanta. Nel 1982 insieme a Richard Alston e Ian Spink ha fondato la Second Stride, ricordata come una delle più influenti compagnie di danza degli anni ottanta.
Dopo essere stata coreografa associata della Rambert Dance Company tra il 1988 e il 1992, nel 1988 ha fondato una propria compagnia, la Siobhan Davies Dance.
Nel corso della sua carriera ha ricevuto cinque candidature al Laurence Olivier Award per l'eccellenza nella danza, vincendolo due volte: nel 1993 per Winnsboro Cotton Mill Blues e nel 1996 per The Art of Touch. Per il suo contributo fondamentale nello sviluppo della danza moderna nel Regno Unito la Davies è stata nominata Dama Commendatore dell'Ordine dell'Impero Britannico nel 2020.